# النقابات العمالية في هولندا
النقابات العمالية في هولندا تلعب دوراً هاماً في  الاقتصاد الهولندي النقاباوي.